# Igor Figueiredo
Igor Almeida Figueiredo, né le 11 octobre 1977 à Rio de Janeiro, est un joueur professionnel brésilien de snooker.
Sa carrière est principalement marquée par un quart de finale sur le Masters du Brésil 2011 et une demi-finale sur l'Open d'Haining 2019.

## Carrière amateur
Avant d'intégrer le circuit de promotion International Open Series en 2009, Figueiredo a joué avec le statut amateur uniquement dans son pays d'origine. Ses résultats réguliers lui ont toutefois permis de terminer 12e au classement général de fin d'année. Il gagne sa place sur le circuit professionnel en atteignant la finale du championnat du monde amateur 2009. Il s'incline alors face à l'Anglais Alfie Burden 8 manches à 10. La World Professional Billiards and Snooker Association lui offre une invitation pour la saison suivante.

## Carrière professionnelle
Aux qualifications pour le Masters de Shanghai, Igor Figueiredo atteint le troisième tour après des victoires contre Jamie O'Neil 5 manches à 4 et David Gilbert sur le même score (bien qu'ayant été pénalisé d'une manche pour avoir oublié sa queue). Il atteint également ce stade lors de l’Open mondial perdant 0-3 contre Mark Williams. Malgré des performances moyennes dans les tournois majeurs, il parvient à garder son statut de joueur professionnel pour les deux saisons suivantes en obtenant des résultats corrects dans les tournois secondaires. En manque de sponsor, il ne joue cependant que les qualifications pour le championnat du monde 2012. Le joueur brésilien remporte trois matchs avant de s'incliner contre Joe Joggia. Il participe également à la première et seule édition du Masters du Brésil 2011 (en) où il bat le 17e joueur mondial Jamie Cope 4-2. Il perd ensuite en quart de finale face à Graeme Dott sur le score de 2-4. 
Figueiredo, toujours en manque de sponsor, ne joue quasiment aucun tournoi jusqu'à la qualification pour le championnat du monde 2014 où il passe deux tours en prenant le dessus sur Adam Duffy 10-4 et Gerard Greene 10-8 avant de subir une défaite sévère contre Martin Gould sur le score de 10-1. En fin d'année, il obtient le parrainage nécessaire pour jouer la plupart des grands tournois. Au championnat du Royaume-Uni, il passe le premier tour ainsi qu'aux qualifications pour le Masters d'Allemagne. Lors des qualifications du championnat du monde 2015, il atteint l’ultime marche avant de rejoindre le Crucible Theatre : il bat aisément le joueur vétéran Nigel Bond 10-3 ainsi que Rod Lawler au cours d’un match plus accroché. Menant 8-2 puis 9-5, il est rattrapé au score et la rencontre se joue sur la manche décisive et sur la dernière bille noire à empocher. Il tire son épingle du jeu et s’impose sur le score de 10-9. Il est en revanche battu par le Finlandais Robin Hull au tour suivant. Il conserve son statut de joueur professionnel l'année suivante grâce à une nouvelle invitation sur le circuit. Son meilleur résultat dans un tournoi classé est un 8e de finale atteint à l'Open du Pays de Galles ainsi qu'à l'Open de Gibraltar en 2017.
Le Brésilien repasse professionnel en 2019 grâce à un titre de champion d'Amérique du Sud. Figueiredo parvient alors à tirer son épingle du jeu lors de l'Open d'Haining 2019, en atteignant la demi-finale. Plus tard dans la saison, il atteint le troisième tour de l'Open du pays de Galles et s'incline contre Judd Trump en signant un break de 140 points,. En avril 2021, il atteint pour la deuxième fois de sa carrière le dernier tour de qualification des championnats du monde, après trois victoires, mais perd contre Mark Joyce (10-7). Néanmoins, fin 2022, il perd sa place sur le grand circuit. 
Figueiredo participe au championnat du monde seniors 2024 où il balaie le quadruple vainqueur de l'épreuve Jimmy White en quarts de finale et réalise deux centuries pour battre Tony Drago en demi-finale. Il affronte Ken Doherty en finale pour le titre et s'impose par 5 manches à 2, remportant ainsi son premier titre senior. Redescendu sur le circuit secondaire depuis 2022, le Brésilien s'illustre au début de la saison 2024-2025 en remportant la première épreuve du circuit de qualification au circuit professionnel (zone Amérique), titre qu'il conserve au début de la saison suivante. 

## Palmarès
| Légende | Catégorie                      | Titres                         | Finales                        |
|         | Tournée mondiale senior        | 1                              | 1                              |
|         | Circuit du challenge           | 2                              | 0                              |
|         | Tournois amateurs              | 2                              | 1                              |
| Gras    | Tournois de la triple couronne | Tournois de la triple couronne | Tournois de la triple couronne |

### Titres
| Saison    | Nom du tournoi                | Lieu           | Finaliste              | Score | Tableau |
| 2018      | Championnat seniors de la WSF | Inconnu        | Darren Morgan          | 5-3   |         |
| 2019      | Championnat d'Amérique        | Inconnu        | Renat Denkha           | 5-1   |         |
| 2023-2024 | Championnat du monde seniors  | Sheffield      | Ken Doherty            | 5-2   | Tableau |
| 2024      | Q Tour Amériques (épreuve 1)  | Rio de Janeiro | Noel Rodrigues Moreira | 5-1   |         |
| 2025      | Q Tour Amériques (épreuve 1)  | Rio de Janeiro | Claudio Menechini      | 5-1   |         |

### Finales perdues
| Saison    | Nom du tournoi                     | Lieu      | Finaliste    | Score | Tableau |
| 2009      | Championnat du monde amateur       | Hyderabad | Alfie Burden | 8-10  |         |
| 2018-2019 | Championnat du Royaume-Uni seniors | Hull      | Ken Doherty  | 1-4   | Tableau |